# AK Pyxidis
Désignations
AK Pyxidis (en abrégé AK Pyx) est une étoile variable de sixième magnitude de la constellation de la Boussole. D'après la mesure de sa parallaxe annuelle par le satellite Gaia, elle est distante d'environ 229 pc (∼747 al) de la Terre. Elle s'en éloigne à une vitesse radiale héliocentrique autour de +20 km/s.
AK Pyxidis est une étoile géante rouge de type spectral M5III. Elle brille avec une luminosité qui est environ 1 500 fois supérieure à celle du Soleil et sa température de surface est de 3 410 K.
AK Pyxidis est une étoile variable semi-régulière, qui varie entre les magnitudes de 6,09 et 6,51 dans la photométrie du satellite Hipparcos. On a constaté qu'elle pulse avec des périodes de 55,5, 57,9, 86,7, 162,9 et 232,6 jours simultanément. La variabilité de l'étoile a été découverte lors de l'analyse des données du satellite Hipparcos. Elle a reçu la désignation d'étoile variable AK Pyxidis en 1999.